# Saint-Martin-Saint-Firmin
Saint-Martin-Saint-Firmin is een gemeente in het Franse departement Eure (regio Normandië) en telt 196 inwoners (1999). De plaats maakt deel uit van het arrondissement Bernay.

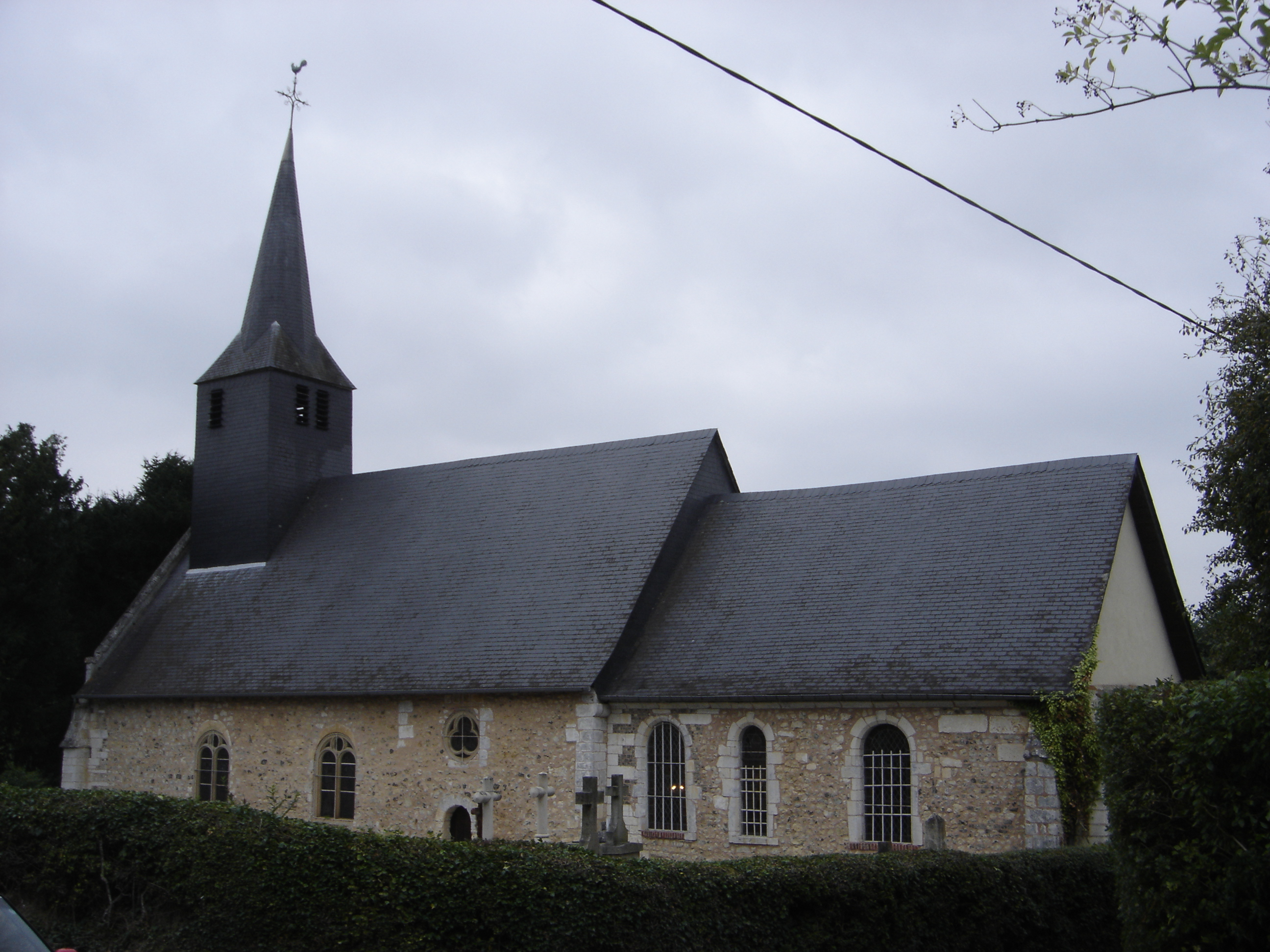
Kerk van Saint-Martin-Saint-Firmin
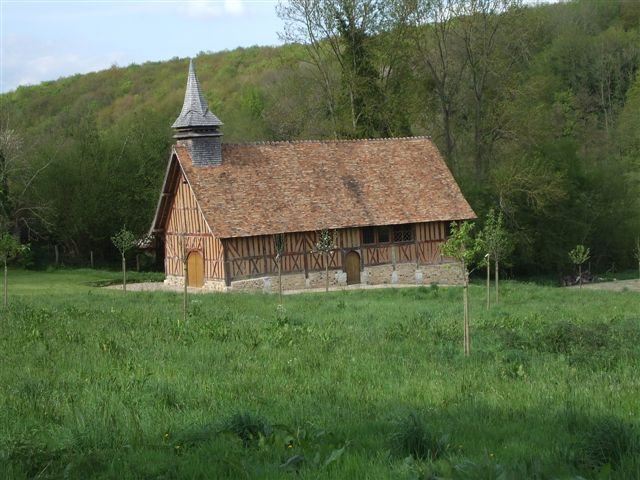
Kapel Saint-Firmin

## Geografie
De oppervlakte van Saint-Martin-Saint-Firmin bedraagt 6,5 km², de bevolkingsdichtheid is 30,2 inwoners per km².
De onderstaande kaart toont de ligging van Saint-Martin-Saint-Firmin met de belangrijkste infrastructuur en aangrenzende gemeenten.

## Demografie
Onderstaande figuur toont het verloop van het inwonertal (bron: INSEE-tellingen).